# نوئل دلبرگ
نوئل دلبرگ (انگلیسی: Noël Delberghe; ۲۵ دسامبر ۱۸۹۷ – ۱۷ سپتامبر ۱۹۶۵) بازیکن واترپلو اهل فرانسه بود.